# Albin Fontana
Albin Fontana (ur. w Lugano, zm. 1630 w Kaliszu) – polski architekt pochodzenia włoskiego, przedstawiciel wczesnego baroku, sztukator.
Działał w Polsce razem z Janem Marią Bernardonim od ok. 1582–1586.
Albin Fontana przybył w 1595 do Kalisza, gdzie początkowo pracował jako pomocnik Jana Marii Bernardoniego. W 1612 odnowił kościół św. Mikołaja Biskupa, przebudował ratusz i kamienice przy Głównym Rynku.